# Villaverde-Mogina (kommunhuvudort)
Villaverde-Mogina är en kommunhuvudort i Spanien.   Den ligger i provinsen Provincia de Burgos och regionen Kastilien och Leon, i den norra delen av landet, 200 km norr om huvudstaden Madrid. Villaverde-Mogina ligger 776 meter över havet och antalet invånare är 104.
Terrängen runt Villaverde-Mogina är huvudsakligen platt. Villaverde-Mogina ligger nere i en dal. Runt Villaverde-Mogina är det glesbefolkat, med 8 invånare per kvadratkilometer. Närmaste större samhälle är Los Balbases, 6,2 km norr om Villaverde-Mogina. Trakten runt Villaverde-Mogina består till största delen av jordbruksmark.